# Nouvelair
Nouvelair Limitada (em francês:  Nouvelair Société Anonyme, em árabe: الطيران الجديد تونس), conhecida como Nouvelair Tunisie, ou simplesmente Nouvelair, é um companhia aérea tunisiana com sede em Tunis, A companhia aérea opera voos turísticos de cidades Europeias para resorts de seu país. Suas principais bases são o Aeroporto Internacional de Monastir - Habib Bourguiba, o Aeroporto Internacional Tunis–Cartago e o Aeroporto Internacional de Djerba-Zarzis.

## História
A companhia aérea foi fundada em 1989 como Air Liberté Tunisia e iniciou suas operações em 21 de Março de 1990. Foi fundado como uma empresa charter do operador francês Air Liberté. É maioritariamente detida por Aziz Miled (que morreu em 2012) e tem 614 empregados (em Março de 2007).

## Assuntos corporativos
A companhia aérea é de propriedade privada. Os atuais acionistas da companhia aérea (julho de 2014) são a Tunisian Travel Service (TTS) (55%), Sofiat (20%), Carte (15%) e os Hotéis Marhaba (10%).
O CEO é Chokri Zarrad.

## Frota

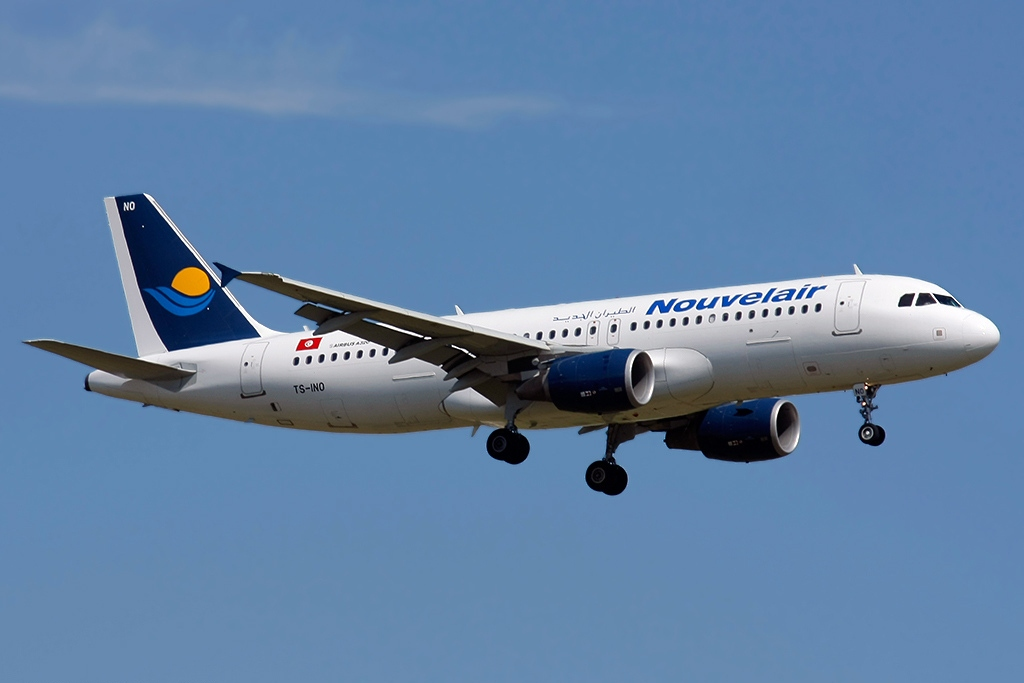
Nouvelair Airbus A320-200

Em Maio de 2018, a frota da Nouvelair consistia nas seguintes aeronaves:
| Avião           | Em Serviço | Passageiros | Notas                                                         |
| --------------- | ---------- | ----------- | ------------------------------------------------------------- |
| Airbus A320-200 | 8          | 180         | 1 alugado à Royal Air Maroc 1 em leasing para a Congo Airways |